# Доктор Мабузе, игрок
«Доктор Мабу́зе, игрок» (нем. Dr. Mabuse, der Spieler) — немой чёрно-белый двухсерийный криминальный триллер режиссёра Фрица Ланга, вышедший на экраны в 1922 году. Сценарий фильма написали Фриц Ланг и Теа фон Харбоу по одноимённому роману 1921 года люксембургско-немецкого криминального автора Норберта Жака.
Сегодня фильм существует в нескольких версиях продолжительностью от 231 до 297 минут. В советском кинопрокате фильм был перемонтирован (с педалированием критики буржуазного образа жизни) и демонстрировался под названием «Позолоченная гниль». Фильм произвёл большое впечатление на поэта Михаила Кузмина, который обратился к его образам в стихотворном цикле «Новый Гуль» и в пьесе «Прогулки Гуля».
Это первый из трёх фильмов Фрица Ланга о докторе Мабузе. За ним последовали «Завещание доктора Мабузе» (1933) и «Тысяча глаз доктора Мабузе» (1960). После этого вышло ещё как минимум девять фильмов различных режиссёров, центральным персонажем которых был доктор Мабузе.

## Сюжет

### Часть I — Великий игрок: облик эпохи
Доктор Мабузе (Рудольф Кляйн-Рогге) — гений преступного мира, доктор психологии и мастер маскировки, который обладает силой гипноза и управления чужим сознанием. Он возглавляет подпольный бизнес по изготовлению фальшивых денег и карточному шулерству в Берлине. Среди его многочисленных подручных — страдающий кокаиновой зависимостью слуга и гримёр Шпёрри (Роберт Форстер-Ларринага), шофёр и киллер Георг (Ханс Адальберт Шлеттов), тупица-головорез Пеш (Георг Йон), руководитель группы фальшивомонетчиков Хаваш (Карой Хусар), служанка и помощница Фине (Грете Бергер), а также влюбленная в него прима варьете «Фоли Бержер» Кара Кароцца (Ауд Эгеде-Ниссен).

#### Действие 1
В скором поезде агент Мабузе нападает на курьера, перевозящего важный коммерческий контракт, душит его, похищает портфель с контрактом и бросает его в окно движущегося поезда. Операция рассчитана по секундам. Агент выбрасывает портфель из окна поезда точно на заднее сиденье проезжающего автомобиля, которым управляет Георг. Тот даёт сигнал верхолазу на телеграфном столбе, который передает информацию о выполнении задания доктору Мабузе. Меняя грим и автомобили, Мабузе добирается из своей штаб-квартиры до тщательно законспирированного цеха по изготовлению фальшивых денег, по дороге успев получить и прочитать похищенный контракт. Встречающий его Хаваш демонстрирует ему работу цеха и работающих там слепых людей, которые никогда не выходят на улицу. На бирже идёт оживленная торговля. В газете появляется заметка о похищении голландско-швейцарских договоров на поставку кофе и какао, в результате чего Швейцария может отказаться от контрактов, а производители окажутся на грани катастрофы. Их акции начинают стремительно падать. Загримированный Мабузе наблюдает за ситуацией в торговом зале. Когда акции достигают низшей точки, он начинает их скупку. Приходит информация, что портфель с договором найден в целости и сохранности путевым обходчиком, после чего акции начинают стремительно расти в цене. Выждав роста в несколько раз, Мабузе продает все скупленные акции с огромной прибылью.

#### Действие 2
Мабузе выступает с публичной лекцией о психоанализе на престижном научном собрании. Затем гримируется и едет в варьете «Фоли Бержер», где смотрит выступление Кары Кароццы. Агенты передают Мабузе записку о том, что в зале находится наследник богатого промышленника Эдгар Гуль (Пауль Рихтер). Мабузе гипнотизирует его на расстоянии, заставляя выйти из зала в коридор, где с помощью гипноза внушает ему, что они знакомы. Затем они едут в игральный клуб, где Мабузе представляется как Хуго Баллинг. Они садятся играть, и под гипнозом Гуль проигрывает ему огромную сумму денег, отдает все наличные и расписку. Мабузе-Баллинг оставляет свой адрес в отеле «Эксельсиор», где Гуль сможет найти его, чтобы передать оставшуюся часть долга. Как только Мабузе-Баллинг уходит, к Гулю возвращается сознание, но он не может вспомнить, ни с кем он играл, ни как получилась так, что при идеальной карте он проиграл всё.

#### Действие 3
Гуль приходит в отель «Эксельсиор», но в названном номере спит ничего не подозревающий человек по фамилии Баллинг. Гуль видит, как из соседнего номера выходит красивая женщина (это подосланная Мабузе Кара Кароцца), он бежит за ней и отдает как будто случайно выпавший платок. Они знакомятся… Через 18 дней после описанных событий к Гулю приходит государственный прокурор фон Венк (Бернхард Гётцке), сообщая, что за последние шесть недель произошла целая серия крупных карточных мошенничеств, однако факт жульничества доказать не удалось. Каждый раз под видом мошенников выступают совершенно разные люди, но фон Венк подозревает, что это один и тот же человек. Гуль передает фон Венку карточку Баллинга, говоря, что, возможно, это тоже шулер, который до сих пор не получил часть выигранных у него денег. Фон Венк просит никому о содержании их разговора не рассказывать. Выйдя из квартиры Гуля, фон Венк встречается с идущей к нему Кароццей. При встрече Гуль тепло обнимает и целует Кароццу, очевидно, что он влюблён и счастлив быть с ней. Кароцца видит у него карточку фон Венка, Гуль отвечает, что тот приходил проконсультироваться по поводу игральных клубов. В кратком историческом экскурсе рассказывается о том, как некто Шрамм с 1912 по 1922 год, не имея ничего, построил огромный бизнес на подпольных ресторанах и клубах. В 1922 году Шрамм открывает шикарное игровое заведение, замаскированное под варьете. На его открытии фон Венк знакомится с родовитой дамой, графиней Тольд (Гертруда Велкер). На его вопрос, как она оказалась в таком злачном месте в компании спекулянтов, картёжников и публичных девок, она отвечает, что скучает и ищет развлечений. Тем временем загримированный Мабузе ведёт игру за карточным столом, гипнотизируя и обыгрывая публику, в том числе богатую русскую даму (Лидия Потехина), которая утверждает, что он её загипнотизировал. Начинается скандал, фон Венк гасит свет, чтобы графиня смогла выйти из зала незамеченной. Тем временем Гуль получает записку с напоминанием о карточном долге, которую показывает фон Венку.

#### Действие 4
На следующее утро фон Венк говорит Гулю, что тот сидел рядом с тем самым шулером и не узнал его (их разговор из-за стены слышит Кароцца). Фон Венк предупреждает Гуля быть осторожней, особенно с Кароццей… В своём кабинете фон Венк гримируется, решая самостоятельно обойти игральные клубы и схватить шулера с поличным. Он получает от своего помощника Карстена список подпольных клубов с адресами и паролями, в которых употребляют кокаин и практикуются запрещённые азартные игры. Графиня Тольд приглашает фон Венка на чай, благодаря его за то, что помог ей уйти незаметно из клуба и тем самым спас её репутацию. Графиня ищет приключений, и фон Венк предлагает ей принять участие в ловле преступника, на что она даёт своё согласие. Фон Венк под видом богатого игрока обходит несколько клубов по списку, наконец, проходит в клуб, где игру ведёт загримированный Мабузе. Увидев у фон Венка пачки с деньгами, Мабузе с помощью специальных очков пытается его загипнотизировать. У фон Венка начинаются галлюцинации — он видит слова «цы-нань-фу». Прокурор отчаянно сопротивляется гипнозу, в итоге ему удается устоять и, наконец, он приходит в себя. Мабузе тут же покидает зал, садится в автомобиль и уезжает. Фон Венк бросается в преследование, сначала на коляске, затем на такси. Он приезжает в гостиницу «Эксельсиор», где у мальчика-лифтёра узнаёт номер, в который прошёл Мабузе, но там оказывается ничего не подозревающий голландский профессор. Фон Венк бежит к управляющему, подключает детектива гостиницы, но выясняется, что Мабузе удалось выскользнуть, замаскировавшись под гостиничного клерка. Фон Венк выходит из гостиницы, садится в такси. Оказывается, что автомобилем управляет Георг, который блокирует окна и двери на заднем сидении, где сидит фон Венк, и пускает газ. Фон Венк теряет сознание.

#### Действие 5
Фон Венк приходит в себя в лодке посреди водоёма, кое-как ему удается добраться до берега и позвать на помощь. Мабузе в своей квартире пьёт и обдумывает дальнейшие планы. Приходит Георг, выкладывает на стол парик, оружие, блокнот, документы и деньги, которые забрал у фон Венка. Мабузе требует вернуть деньги прокурору, а деловые записи и документы забирает себе. Выяснив, что фон Венк руководит секретной операцией по его поимке, Мабузе поручает Георгу и Кароцце уничтожить и Гуля, и фон Венка. Георг привозит в кабинет фон Венка посылку с похищенными у него париком, пистолетом и личными вещами. Тем временем Кароцца приходит к Гулю и приглашает его на открытие нового клуба. Уходя, она случайно роняет записку от Мабузе с указанием прийти на открытие с Гулем, но без фон Венка. Гуль звонит фон Венку, тот записывает адрес клуба, обещает быть… Фон Венк звонит графине Толд, но она уже ушла на спиритический сеанс, где появляется и Мабузе. Во время сеанса он гипнотизирует графиню, и после окончания мероприятия графиня приглашает Мабузе в свой дом на чай… Тем временем на открытии клуба встречаются Кароцца, Гуль, фон Венк и Карстен. Клуб выглядит как шикарное варьете, которое может быстро трансформироваться в нелегальное казино и обратно. Фон Венк незаметно выходит из зала, чтобы вызвать полицейское подкрепление и арестовать организаторов незаконного казино. Когда подъезжает полиция, Кароцца в сопровождении Гуля и Карстена спешно покидает клуб. Выйдя на улицу, Кароцца заводит Гуля и Карстена в тёмный переулок, где их убивает поджидающий там Георг. Полицейским удаётся задержать Кароццу.

#### Действие 6
Несмотря на то, Кароцца оказалась в тюрьме, Мабузе не собирается её выручать. Он требует от своей банды избавиться от фон Венка в течение недели. Он также даёт указание достать ему план дворца Тольдов и отремонтировать опустевшую комнату Кароццы. В тюремной камере Фон Венк пытается допросить Кароццу, но она отказывается с ним говорить. Дома у Тольдов графиня говорит мужу, что не понимает, как могла пригласить Мабузе, и хочет отменить приглашение. К ней приходит фон Венк с предложением поучаствовать в интересном деле — подсадить её в камеру к Кароцце с расчётом, что та ей всё расскажет, говоря, что речь идёт о поимке одного из самых опасных преступников. Графиня даёт своё согласие. Увидев в камере графиню, Кароцца сразу понимает, что её подослала полиция. Кароццу совсем не волнует смерть Гуля, её волнует только судьба другого человека, имя которого она не называет. Она с восхищением говорит о Нём, боготворя его как Великого человека, в котором уживаются зло и благо, который когда-то её любил, и утверждает, что никогда его не предаст. Графиня понимает, что Кароцца влюблена в этого человека, после чего выходит из камеры. В письме фон Венку графиня отказывается от выполнения задания, так как предполагала, что будет иметь дело с корыстной пособницей опасного преступника, а встретила любящую женщину. На приёме в доме Тольдов Мабузе беседует с графиней, а затем гипнотизирует её мужа. Граф Тольд, который никогда не играет в карты, неожиданно садится играть, и ему удивительно везёт до тех пор, пока кто-то не замечает, что граф жульничает. В обстановке назревающего скандала все гости стремительно расходятся. Воспользовавшись моментом, Мабузе подхватывает упавшую в обморок графиню и незаметно увозит её в свой дом. Граф остается один в крайне подавленном состоянии. Тем временем, в своём доме Мабузе укладывает графиню на кровать в бывшей комнате Кароццы, произнося — «Моя!»

### Часть 2 — Инферно. Игра современных людей

#### Действие 1
Страдающий от одиночества граф Тольд приходит к фон Венку и рассказывает о том, как его обвинили в карточном шулерстве. Граф говорит, что никогда не брал в руки карт, но в тот вечер что-то непонятное двигало им, то, что сильнее его. Ему становилось жутко — он всё время выигрывал. На вопрос фон Венка граф отвечает, что всех присутствовавших хорошо знал, кроме психоаналитика доктора Мабузе, но тот не играл. Далее граф говорит, что жена его бросила, наверное, уехала к матери, не захотела иметь ничего общего с шулером. Фон Венк рекомендует графу обратиться к опытному психиатру, и Толд решает обратиться к Мабузе… Тем временем Мабузе со своей бандой пирует в своём доме, грозя всему миру. Затем пьяный Мабузе идёт в комнату, где только что пришла в сознание графиня Тольд. Мабузе начинает к ней приставать, хватает за руки, но она вырывается. В этот момент входит Шпёрри и сообщает о звонке Тольда. Мабузе подходит к телефону и договаривается о встрече на следующий день в 11.00.

#### Действие 2
В 11.00 Мабузе приезжает к Тольду. Он соглашается помочь графу, но только на том условии, что тот не будет выходить из дома, принимать гостей, разговаривать с людьми, и вообще не будет видеться ни с кем, кто напоминает ему о прошлой жизни. Тольд говорит дворецкому, что больше не будет принимать телефонные звонки и визиты. Он даёт указание дворецкому, чтобы тот всем отвечал, что он уехал на неопределённый срок. Вскоре Фон Венк звонит Тольду, чтобы сообщить о том, что графини у матери нет, однако в соответствии с полученными инструкциями дворецкий отвечает ему, что господа уехали и неизвестно, когда вернутся. Через своих агентов Мабузе получает информацию о том, что Кароццу перевели в женскую тюрьму. Хаваш показывает Мабузе тайный люк, через который можно будет сбежать, если в их цех по производству фальшивых денег нагрянет полиция. Мабузе переводит Фине из цеха к себе в дом для работы в качестве служанки. Мабузе говорит графине Тольд, что графине нечего рассчитывать на помощь фон Венка, а её муж находится под контролем Мабузе. Георг отправляется в женскую тюрьму, а Пеш берёт собранное в лаборатории взрывное устройство, замаскированное под чемоданчик электрика. Фон Венк приходит в камеру к Кароцце и уговаривает её помочь раскрыть убийство Гуля. Тем временем Георг через своего человека проникает в тюрьму, переодевается в форму тюремного охранника и подслушивает разговор фон Венка с Кароццей. Фон Венк говорит, что она жертвует собой ради негодяя, который её бросил, и которого уже почти поймали, на что Кароцца отвечает, что он сильнее всех, и отказывается назвать его имя. Однако когда фон Венк говорит, что её место в его сердце, возможно, заняла другая, Кароцца начинает плакать и просит дать ей два дня на размышление… Пеш с взрывным устройством под видом электрика проникает в кабинет фон Венка и устраивает там взрыв, в результате которого гибнет один сотрудник, но самого Пеша задерживает полиция… Когда Георг докладывает Мабузе о том, что фон Венк практически уговорил Кароццу во всём сознаться, тот даёт указание убрать её. Георг приходит в тюрьму к Кароцце и передаёт ей от Мабузе небольшую коробочку с ядом. Она говорит, что ничего не сделала, но берёт яд. Фон Венк хочет устроить очную ставку Пеша с Кароццей в надежде, что кто-то из них расскажет правду, однако Кароцца принимает яд и умирает.

#### Действие 3
Увидев, что Кароцца мертва, фон Венк показывает её Пешу, который приходит в ужас, но отказывается назвать имя своего главаря. Его выводят из тюрьмы и тайными путями везут в Главное управление. Узнав об этом, Мабузе проводит стремительную операцию. Он посылает Георга, который врывается в трактир, где собираются революционные рабочие, и громко объявляет, что полиция арестовала некого Йоханнеса Гуттера и везёт его в управление. Появляется загримированный под революционера-агитатора Мабузе, призывая народ идти на его освобождение. Бунтующие люди нападают на полицейский фургон и требуют освободить Гуттера. Когда конвой останавливается и показывает людям, что в фургоне находится не Гуттер, а Пеш, кто-то из толпы убивает его… Фон Венк понимает, что Кароцца получила яд от сообщника в тюрьме. Один из вернувшихся конвоиров сообщает, что толпа напала на фургон, пытаясь высвободить заключённого, в результате чего он был убит. Но последовавшие допросы нападавших не помогли выявить имя человека, который поднял всех на бунт… Мабузе снимает грим и проходит к графине Тольд, чтобы поговорить с ней. Он хочет уехать из страны вместе с ней, заявляя, что хочет сделать её своей и уничтожит любое препятствие между ними. Когда графиня категорически отказывается и требует вернуть её к мужу, разгневанный Мабузе обещает его убить… Тем временем граф Тольд от неприятностей впал в депрессию и запил, ему начинают мерещиться призраки, и в итоге он теряет сознание. Днём к нему приходит доктор Мабузе, констатируя, что его болезнь прогрессирует. Мабузе говорит, что жена его бросила навсегда и хочет поместить его в сумасшедший дом. Мабузе убеждает графа, что ему незачем больше жить. Уходя, Мабузе говорит дворецкому, что граф должен побыть один. Вскоре дворецкий звонит Фон Венку, сообщая, что граф бритвой перерезал себе горло.

#### Действие 4
Фон Венк осматривает дом графа, и выясняет, что графиня так и не появлялась дома. Дворецкий говорит, что он отвечал всем, что граф и графиня уехали, по указанию самого графа. Он также сообщает, что с того момента, как Мабузе начал лечение, графу становилось всё время хуже… Перед отъездом за границу Мабузе представляет графине свою команду. Она говорит, что хочет уйти к мужу и пытается вырваться, но подручные Мабузе её не пускают, а Мабузе сообщает, что её муж мёртв… Фон Венк решает лично поговорить с Мабузе. Он приходит к нему домой, но Шпёрри отвечает, что доктора нет дома. Вернувшись в свой рабочий кабинет, фон Венк обнаруживает там ожидающего его Мабузе. Фон Венк сообщает доктору, что граф Тольд покончил жизнь самоубийством. Мабузе говорит, что мошенничество Тольда и его самоубийство были внушены ему могущественной посторонней волей. Мабузе рассказывает фон Венку об экспериментах Вельтмана, и что граф мог стать жертвой подобного воздействия. Фон Венк спрашивает у Мабузе, не знает ли тот, где находится графиня, но Мабузе отрицательно качает головой. После ухода доктора фон Венк спрашивает у сотрудников, как Мабузе смог незамеченным проникнуть в его кабинет… По городу расклеивают афиши, сообщающие о сеансе внушения, который будет проводить доктор Вельтман в большом зале филармонии… Банда Мабузе готовит план покушения на фон Венка, а сам главарь готовит для себя очередную маску. Фон Венк проводит инструктаж полиции в связи с предстоящим шоу Сандора Вельтмана.

#### Действие 5
Начинается представление Вельтмана. Сначала он проводит сеанс массового внушения, лежащего в основе фокусов индийских факиров. Неожиданно на сцене прямо из ничего возникает пустыня с пальмами, по которой движется восточная процессия с лошадьми, проходя через зрительный зал. После взмаха Вельтмана единственной рукой всё вдруг исчезает. Затем Вельтман просит назвать публику два любых двузначных числа, и просит подняться людей, сидящих на креслах с этими номерами. Одним из них оказывается Фон Венк. Вельтман точно называет сумму денег и даже номера купюр, которые находятся у него в кармане, также точно перечисляет все имеющиеся у него документы и пистолет. Силой гипнотического воздействия Вельман заставляет женщину со второго выбранного места подойти к фон Венку, взять у него пистолет и передать сидящему в зале старику. Залу зачитывается записка с поручением для Мабузе, всё выполнено точно, как там написано. Затем Вельтман приглашает на сцену прокурора и ещё нескольких человек, среди которых двое переодетых помощников Фон Венка, и раздаёт им конверты с новыми заданиями. Вельтман гипнотизирует Фон Венка, и тот видит перед собой знакомые слова — «ци нань фу». Фон Венк понимает, что перед ним тот же человек, который пытался его гипнотизировать за карточным столом, просто в другом гриме. Однако Мабузе-Вельтману удаётся овладеть сознанием фон Венка и заставить его сделать то, что якобы указано в записке — Проводить даму, затем выйти на улицу, сесть в машину и на полной скорости мчаться в каменоломню Милиор. Загипнотизированный фон Венк выполняет всё точно, что ему внушил Вельтман (на самом деле в записке указано, что выйдя из зала, он должен вернуться домой и лечь спать). Шоу завершается всеобщими аплодисментами. Помощники фон Венка видят уезжающего шефа и бросаются в погоню за ним. Они догоняют машину фон Венка и спасают его в самый последний момент перед падением машины в карьер. Фон Венк приходит в себя и понимает, что главарём банды является Мабузе, который предстаёт то в образе врача-психотерапевта, то карточного игрока, то ясновидящего. Придя в себя, фон Венк немедленно направляется в ближайший полицейский участок… На следующее утро вся банда собирается в доме Мабузе. Пока сам доктор спит, Георг выходит во двор и замечает, что к дому приближается полиция. Он бежит к Мабузе и сообщает о том, что дом окружен.

#### Действие 6
Банда Мабузе баррикадирует все входы в дом с помощью мебели, достаёт и готовит к бою оружие. Мабузе спешно уничтожает документы. Полиция начинает осаду дома, начинается интенсивный огонь с обеих сторон. Фон Венк звонит по телефону Мабузе, требуя сдаться, однако тот отказывается и напоминает, что у него есть заложница — графиня Тольд. Банда упорно сопротивляется, убив нескольких полицейских. На помощь полиции прибывают воинские подразделения, начинается штурм здания. В перестрелке Мабузе получает лёгкое ранение в голову, Фине, а затем и Хаваша убивают. Когда атакующие взламывают входную дверь, Мабузе хватает графиню и вместе с Георгом убегает по коридорам дома, добираясь до люка в тайный ход, ведущий в цех по производству фальшивых денег. Пока Мабузе пытается открыть люк, графиня вырывается из его рук и убегает. Георг бросается в погоню за ней, но попадает в руки военных. Задерживают и Шпёрри. Освобождённую графиню Фон Венк отправляет домой. Мабузе по подземному туннелю пробирается в цех, где работают слепые, однако люк устроен так, что после того, как он захлопывается, его невозможно открыть без ключа (все ключи остались у Хаваша). Кроме того, в соответствии с инструкцией Хаваша, при первой опасности слепые намертво заперли выход на улицу, который теперь можно открыть ключом только снаружи. Мабузе оказывается запертым в ловушке… Тем временем Фон Венку доставляют вещи и документы убитых преступников. Прокурор берёт ключ, и выясняет у испуганного Шпёрри, что это ключ от цеха по производству фальшивых денег, где скорее всего скрывается Мабузе… Георг вешается в тюремной камере… Запертый Мабузе безуспешно пытается вскрыть входную дверь. У него начинаются видения. Перед ним предстают его жертвы — Гуль, Пеш, граф Тольд и Кароцца. Они садятся играть с ним в карты, затем обвиняют его в шулерстве и исчезают. Ему кажется, что часы и печатные машины превращаются в механических чудовищ. Мабузе разбрасывает по комнате деньги и падает на стол, усыпанный деньгами. Фон Венк в сопровождении полицейских подходит к цеху и открывает ключом дверь, где видит Мабузе, который сошёл с ума. Полиция выводит Мабузе во двор.

## В ролях

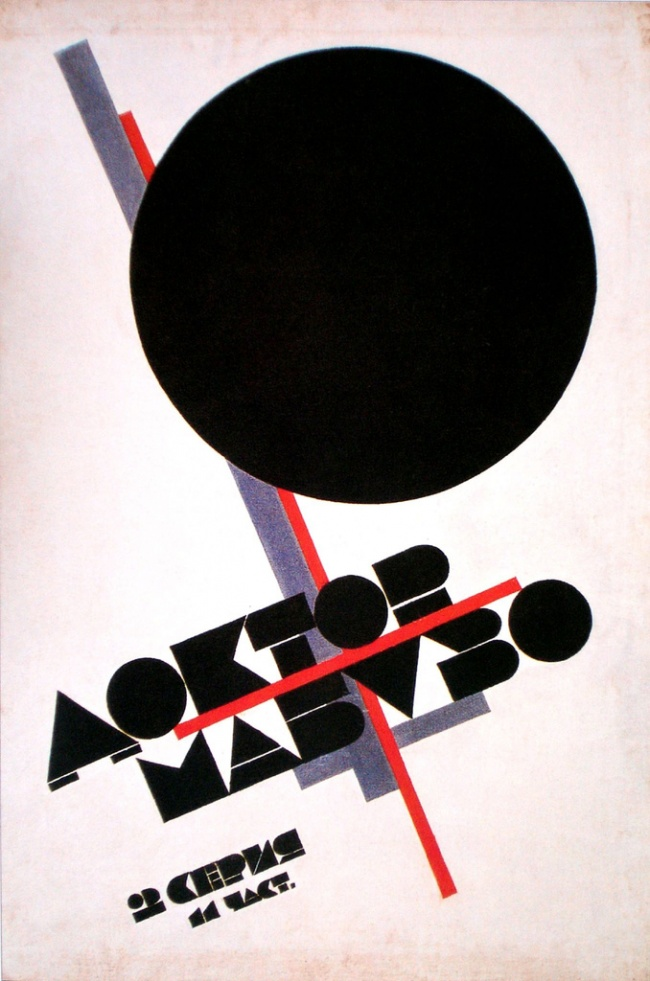
Афиша Казимира Малевича к фильму «Доктор Мабузе»

- Рудольф Кляйн-Рогге — доктор Мабузе
- Ауд Эгеде-Ниссен — Кара Кароцца
- Гертруда Велькер — графиня Дуси Тольд
- Альфред Абель — граф Тольд / Ричард Флёри (английская версия)
- Бернхард Гёцке — инспектор фон Венк
- Пауль Рихтер — Эдгар Гуль
- Лидия Потехина — русская дама

## Создатели фильма и исполнители главных ролей
Прежде чем перебраться в Голливуд в 1934 году, кинорежиссёр Фриц Ланг работал в Германии, где зарекомендовал себя как один из выдающихся представителей экспрессионистского кино. К числу его наиболее значимых работ немецкого периода относятся историческая фэнтези-драма «Нибелунги» (1924), футуристическая антиутопия «Метрополис» (1927), фантастический фильм «Женщина на Луне» (1929), криминальный триллер «М» (1931), который часто называют первым фильмом нуар, а также криминальный триллер «Завещание доктора Мабузе» (1933), ставший его последним фильмом в Германии.
Теа фон Харбоу участвовала в написании сценариев практически ко всем важнейшим фильмам Ланга его немецкого периода, среди них «Усталая смерть» (1921), «Нибелунги», «Метрополис», «Женщина на Луне», «М», «Завещание доктора Мабузе», а также к таким фильмам, как «Призрак» (1922) Ф. В. Мурнау и «Михаэль» (1924) Карла Дрейера. С 1914 по 1921 год фон Харбоу была женой актёра Рудольфа Кляйн-Рогге, а в 1921 году вышла замуж за Фрица Ланга, они развелись в 1933 году. После прихода национал-социалистов к власти Ланг эмигрировал во Францию, а затем в США, а фон Харбоу осталась в стране. Позднее она вступила в Национал-социалистическую партию Германии и продолжала работать в кино, однако ни одна из её работ не достигла прежнего уровня признания.
Рудольф Кляйн-Рогге сыграл во многих фильмах Ланга, среди них «Нибелунги», «Метрополис», «Шпионы» и «Завещание доктора Мабузе». Бернхард Гётцке сыграл а таких фильмах Ланга, как «Усталая смерть» и «Нибелунги», а также в картинах «Братья Карамазовы» (1921) Карла Фройлиха и «Горный орёл» (1926) Альфреда Хичкока.

## Оценка фильма критикой
Критика в целом позитивно оценивает фильм, считая его предтечей таких популярных жанров, как криминальный триллер и фильм нуар. Отмечаются такие характерные черты нарождающегося новаторского режиссёрского стиля Ланга, как стремление дать в развлекательной форме анализ состояния общества и выявить остроту его проблем, экспрессионистский стиль, вдохновение и фантазия. Слабыми моментами фильма некоторые критики считают сценарий (точнее сказать, его литературную основу) и отсутствие композиционной целостности, в результате чего фильм распадается на отдельные эпизоды.
Вскоре после выхода фильма журнал «Variety» назвал его «популярным триллером хорошего среднего качества — поставленным на материале копеечного романа в дорогих декорациях — который достаточно хорошо замаскирован, чтобы сойти за фильм для избранной аудитории». Современный критик Джереми Хейлман назвал картину «одним из лучших и самых увлекательных эпических фильмов эпохи немого кино, который практически не устарел за девяносто лет,… он по-прежнему возвышается как одна из ключевых предтеч криминального кино… и является центральной работой как творчества Ланга, так и в контексте истории кино». Деннис Шварц оценил его как «неровный немой криминальный триллер, снятый в экспрессионистском стиле, который многие считают первым фильмом нуар».
По мнению «Variety», фильм сделан «немного беспорядочно, но в целом он движется быстро и полон жизни,… а его наилучшие моменты достигаются в противостоянии между Мабузе и прокурором фон Венком, который пытается разоблачить его». Отметив, что «в фильме есть свои сильные моменты», «Variety» считает, что «Ланг немного портит свою технически искусную постановку двадцатью многословными титрами абсурдного содержания». При этом журнал констатирует, что «интерьеры Шталь-Ураха и Отто Хунте сделаны великолепно и со вкусом, а операторская работа Карла Хоффмана в целом выполнена достойно». «TimeOut» отметил, что «фильм является типичным для раннего творчества Ланга, в повествовательном плане он слабо организован и развивается хаотично, но снят со вспышками вдохновения». Кинокритик Деннис Шварц также назвал фильм «достаточно несвязанным и развивающимся в плохом темпе, с сюжетом, имеющим мало смысла», при этом отметив, что «фильм тем не менее содержит свои моменты вдохновения, а декорации выполнены на первоклассном уровне».
Кинокритик Брюс Эдер написал, что «Доктор Мабузе» Фрица Ланга часто рассматривается как «точка, из которой берёт начало зрелая кинематографическая эстетика режиссёра. Он экспериментировал с различными аспектами визуального стиля в своих ранних работах, но именно в этой эпопее — длительностью в четыре с лишним часа в своей изначальной версии — Ланг свёл все эти элементы воедино в гипер-экспрессионистский стиль, который стал узнаваться как его стиль». А Хейлман отмечает, что «как и его безумный доктор, Ланг играет с судьбой, но не оставляет ничего на волю случая. Ланг продумывает каждое действие в цепи причин и следствий сюжетов своих фильмов. Его тщательно спланированный и выстроенный подход к постановочной работе делает его фильмы рациональными, даже когда они отображают опасные, безумные поступки… В своём управлении этим великолепным хаосом, Ланг становится величайшим властителем среди всех». Хейлман пишет, что следуя «в формировании языка жанра по стопам таких известных картин своего времени, как „Вампиры“ Луи Фейада и „Пауки“ самого Ланга,… фильм может похвастаться запутанным криминальным сюжетом, замысловатой детективной работой, увлекательными автомобильными погонями, и группой подручных, которая как будто вышла из новейшего фильма о Джеймсе Бонде (роковая женщина, мускулистый головорез, гнусный кокаинист, и так далее)». А в лице безумного, ужасающего доктора Мабузе Ланг нашёл «идеального злодея, который предвидит действия людей и сложных бюрократических систем», «провоцирует биржевой кризис», «наполняет город фальшивыми денежными купюрами и гипнотизирует аристократов, проигрывающих ему состояния в состоянии транса». Характеризуя стиль Ланга, Кроче пишет: «Видения, декорации и даже слова оживают в этой эпопее Ланга, где даже само кино становится предметом изучения: автор многих фикций, злодей в один момент силой воображения вызывает образы, которые в буквальном смысле выходят из экрана прямо в зрительскую аудиторию». А в финале «Мабузе оказывается в катакомбах, окружённый призраками, и слепцами, и разбросанными фальшивыми деньгами — сломленный пророк на коленях».
По мнению Хейлмана, «если следующая картина Ланга „Нибелунги“ была эксгумацией мифического прошлого Германии, а его самая знаменитая немая эпопея „Метрополис“ была взглядом Ланга в будущее, то „Доктор Мабузе, игрок“ укоренён в вечном, всегда актуальном настоящем. Современное место действия у Ланга означает, что этот фильм визуально не столь поражает, как его более поздние немые фильмы, но он находит свой характерный, целостный стиль».
Касаясь тематики фильма, «TimeOut» отмечает, что «гений преступного мира представлен как властитель царившего в то время в Германии социального хаоса: он наживается на бедах своего времени, он принимает бесчисленные обличья для реализации всё новых вариантов подчинения себе людей. Ланг говорил, что намеревался ввести в фильм критику общества, и его расползающийся сюжет бросает взгляд на декаданс ночной жизни и такие темы, как экономическая инфляция». Однако, резюмирует «TimeOut», «общий охват социальной реальности слабый, как и сам сюжет, и фильм представляет — конечно, в сравнении с более поздним „Завещанием доктора Мабузе“ — главным образом исторический интерес». Как и «TimeOut», Шварц обратил внимание на попытку режиссёра отразить в фильме противоречия своего времени, указав, что «Ланг хотел, чтобы „Мабузе“ смотрелся как социальная критика захваченной инфляцией декадентской эпохи, он хотел показать, как легко макиавеллианский интеллект может управлять массами».
Характеризуя атмосферу фильма, Фернандо Ф. Кроче написал: «В Веймарской республике параллельных и скрытых миров вас могли отравить на заднем сидении такси, после чего вы могли очнуться в плывущей посреди водоёма гребной лодке. Томная расслабленность опиумных притонов и пагубная, разрушительная истерия — это две стороны одной и той же гипнотической монеты, вращающийся карточный стол и сплетённые ладони на спиритическом сеансе, отвергнутая любовница (Ауд Эгеде-Ниссен), которая в один момент является воплощением климтовской красоты, а в следующий — в тюрьме извивается подобно Ренфилду ради своего Дракулы». Хейлман отмечает, что "подзаголовок фильма «Картина времени» раскрывает намерение Ланга, создававшего «Мабузе» для показа состояния немецкого общества… Значительная часть «Доктора Мабузе» построена на показе картин немецкой пресыщенности. Его персонажи скучают от своих достижений и своих развлечений. Фоном действия является бесконечный парад стриптизов, изощрённых оперных постановок, выступлений в кабаре, казино и опиумных притонов. В какой-то момент предполагаемая героиня Ланга, одурманенная опиумом графиня начинает скучать на спиритическом сеансе и уходит. Она откровенничает с Мабузе: «Я боюсь, что в мире уже не осталось ничего, что могло бы меня заинтересовать надолго — всё, что можно увидеть из машины, ложи в опере или окна — отчасти отвратительно, отчасти неинтересно, но всегда скучно». Далее он пишет: «Эта драма разворачивается в тайных казино, укрытиях, на задворках, в переулках и за потайными люками. Большая часть действия происходит ночью, многие персонажи носят маски и используют псевдонимы. Видимый нами мир представляется как фасад, скрывающий нечто потаённое. Публика при желании всегда может заглянуть глубже».
Эдер написал, что «тематика фильма, игра в „кошки-мышки“ между гениальным преступником (со значительными научными — или, точнее, псевдо-научными) знаниями в своём распоряжении, и высокопоставленным представителем закона, стала захватывающей в руках Ланга, особенно, благодаря тому, что этих персонажей изобразили Рудольф Кляйн-Рогге и Бернхард Гётцке; их дуэль в будущем окажет влияние на сюжеты книг, комиксов и художественных фильмов следующих поколений вплоть до двадцать первого века в форме фильмов о Джеймсе Бонде». Оценивая актёрскую игру «Variety» посчитал, что «фильм в какой-то степени проиграл от того, что на заглавную роль был взят Кляйн-Рогге; невозможно не заметить того, что физически это слишком мелкий и не достаточно умный актёр. Пауль Рихтер в роли миллионера и Гётцке в роли фон Венка играют очень хорошо. Также как и Кароцца в исполнении Эгеде-Ниссен и графиня в исполнении Велькер становятся прекрасными составляющими этой киноработы».
Кроче отметил влияние фильма на такие картины, как «Лицо со шрамом» (1932) (штурм полицией особняка с преступниками), «39 ступеней» (1935) (ясновидец на филармонической сцене), «Затмение» (1962) (суматоха на бирже) и «Рай и ад» (1963) (похищенный портфель с документами выбрасывается из движущегося поезда)". «Херцог в „Непобедимом“ (2001) изображает гипнотизёра в качестве гитлеровского министра оккультизма, давая величайший анализ общественной ситуации своего времени после собственных сиквелов Ланга». Сходный образ ясновидца в Веймарской Германии оказывается в центре внимания фильма Иштвана Сабо «Хануссен» (1988).